# Lamaguère
Lamaguère (La Maguèra en gascon) est une commune française située dans le sud-est du département du Gers, en région Occitanie. Sur le plan historique et culturel, la commune est dans le pays d'Astarac, un territoire du sud gersois très vallonné, au sol argileux, qui longe le plateau de Lannemezan.
Exposée à un climat océanique altéré, elle est drainée par l'Arrats, la Lauze et par divers autres petits cours d'eau. La commune possède un patrimoine naturel remarquable : un site Natura 2000 (la « vallée et coteaux de la Lauze ») et quatre zones naturelles d'intérêt écologique, faunistique et floristique.
Lamaguère est une commune rurale qui compte 80 habitants en 2022, après avoir connu un pic de population de 290 habitants en 1841. .
Le patrimoine architectural de la commune comprend un immeuble protégé au titre des monuments historiques : l'église Saint-Michel, inscrite en 1974.

## Géographie

### Localisation
La commune de Lamaguère se situe dans le canton d'Astarac-Gimone et dans l'arrondissement de Mirande, dans la vallée de l'Arrats, à 11 km au sud-ouest de Saramon. Historiquement, Lamaguère fait partie du territoire de l'Astarac.

### Communes limitrophes
Les communes limitrophes sont  Faget-Abbatial, Monferran-Plavès, Simorre et Tachoires.
|                  | Faget-Abbatial |         |
| Monferran-Plavès | Lamaguère      | Simorre |
|                  | Tachoires      |         |

### Géologie et relief
La superficie de la commune est de 649 ha. L'altitude de la commune va de 191 m à  297 m.
Lamaguère se situe en zone de sismicité 2 (sismicité faible).

### Hydrographie
La commune est dans le bassin de la Garonne, au sein du bassin hydrographique Adour-Garonne. Elle est drainée par l'Arrats, la Lauze, le ruisseau de Lantan, le ruisseau de Sarraute et par divers petits cours d'eau, qui constituent un réseau hydrographique de 8 km de longueur totale,.
L'Arrats, d'une longueur totale de 162,1 km, prend sa source dans la commune de Lannemezan et s'écoule vers le nord. Il traverse la commune et se jette dans la Garonne à Saint-Loup, après avoir traversé 66 communes.
La Lauze, d'une longueur totale de 22,9 km, prend sa source dans la commune d'Aussos et s'écoule du sud-est vers le nord-ouest. Elle traverse la commune et se jette dans la Gimone à Saramon, après avoir traversé 11 communes.

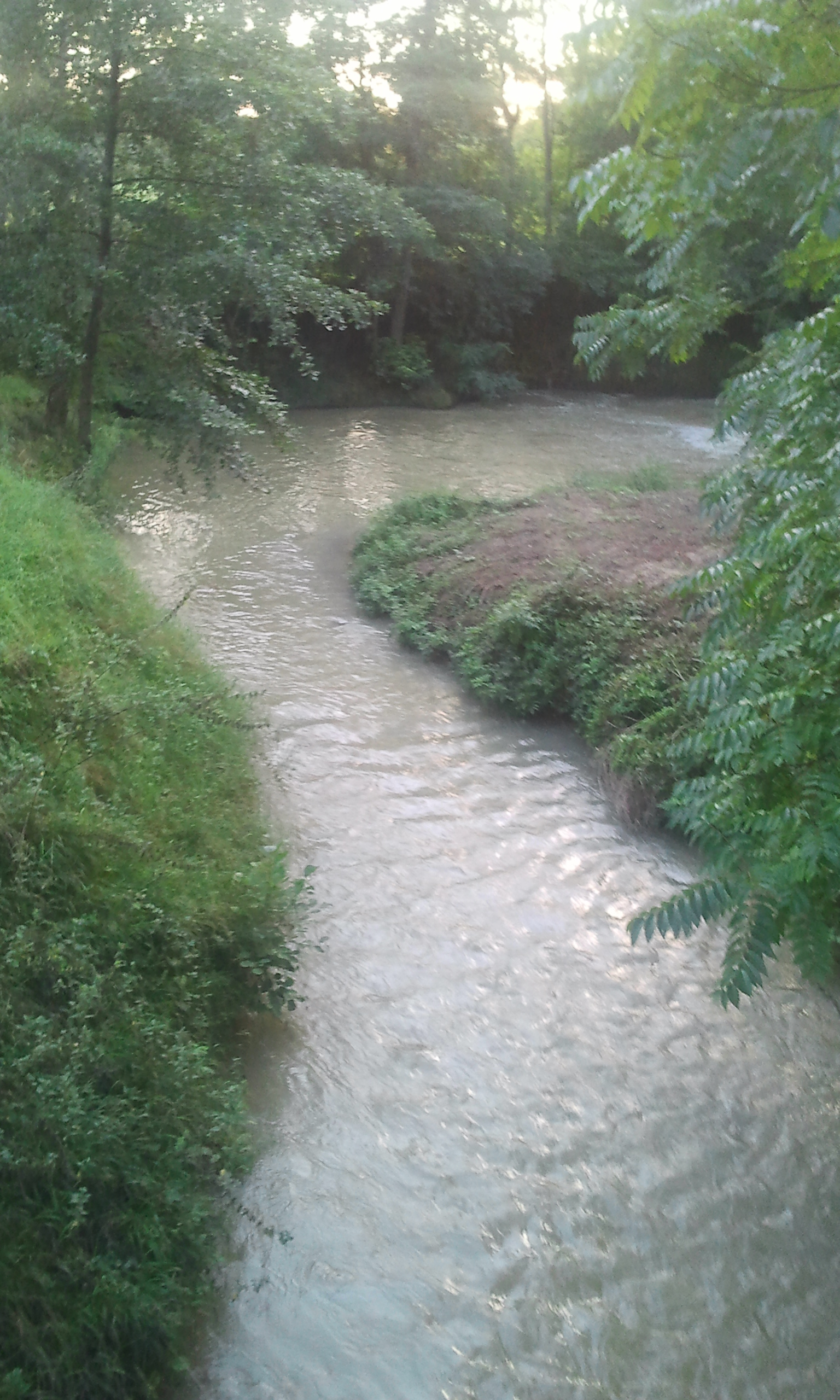
L'Arrats à Lamaguère.
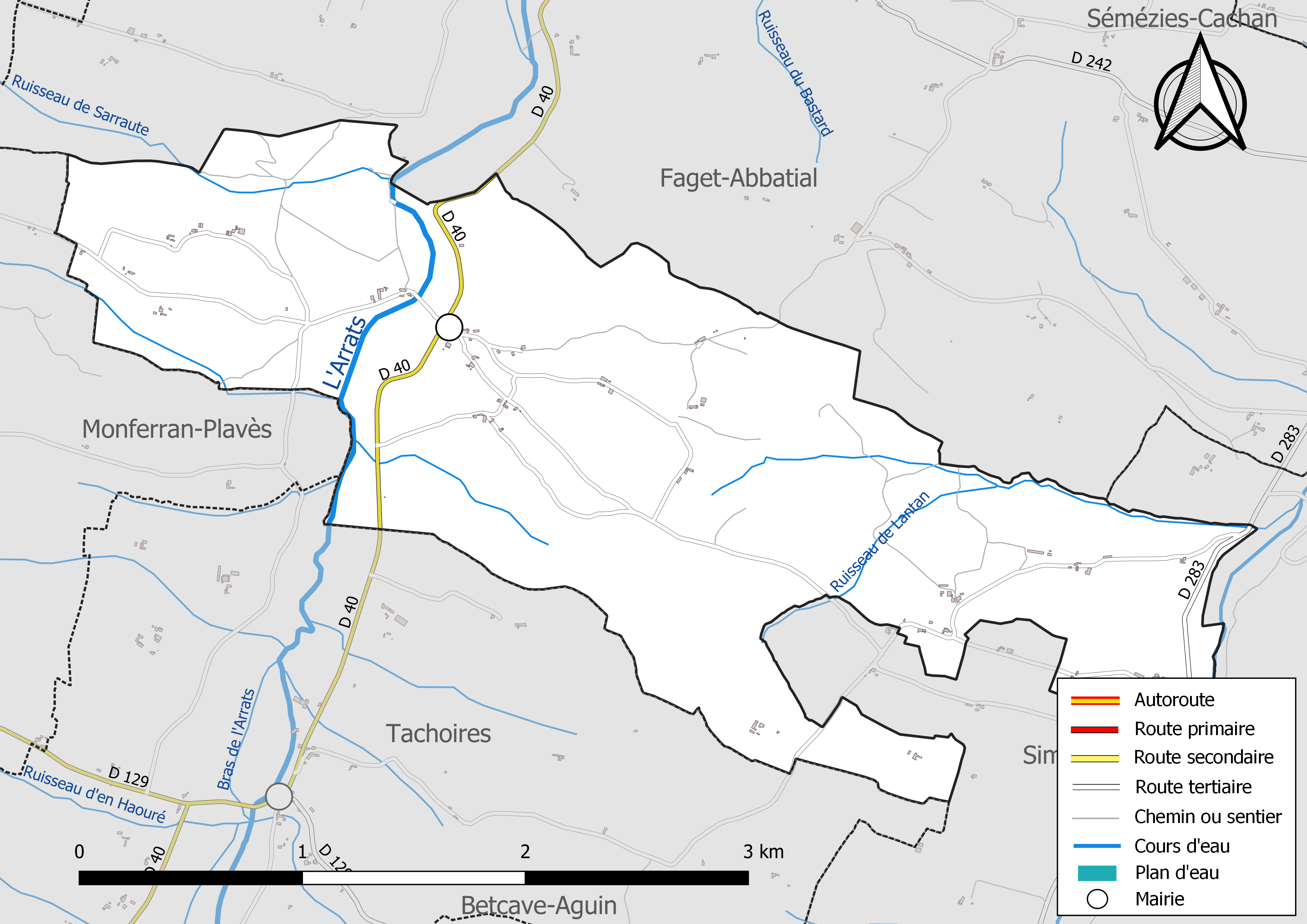
Réseaux hydrographique et routier de Lamaguère.

### Climat
Pour des articles plus généraux, voir Climat de l'Occitanie et Climat du Gers.
En 2010, le climat de la commune est de type climat océanique altéré, selon une étude s'appuyant sur une série de données couvrant la période 1971-2000. En 2020, Météo-France publie une typologie des climats de la France métropolitaine dans laquelle la commune est toujours exposée à un climat océanique altéré et est dans la région climatique Aquitaine, Gascogne, caractérisée par une pluviométrie abondante au printemps, modérée en automne, un faible ensoleillement au printemps, un été chaud (19,5 °C), des vents faibles, des brouillards fréquents en automne et en hiver et des orages fréquents en été (15 à 20 jours).
Pour la période 1971-2000, la température annuelle moyenne est de 12,6 °C, avec une amplitude thermique annuelle de 15,3 °C. Le cumul annuel moyen de précipitations est de 775 mm, avec 10 jours de précipitations en janvier et 6,2 jours en juillet. Pour la période 1991-2020, la température moyenne annuelle observée sur la station météorologique la plus proche, située sur la commune d'Auch à 19 km à vol d'oiseau, est de 13,5 °C et le cumul annuel moyen de précipitations est de 695,8 mm,. Pour l'avenir, les paramètres climatiques de la commune estimés pour 2050 selon différents scénarios d'émission de gaz à effet de serre sont consultables sur un site dédié publié par Météo-France en novembre 2022.

### Milieux naturels et biodiversité

#### Réseau Natura 2000

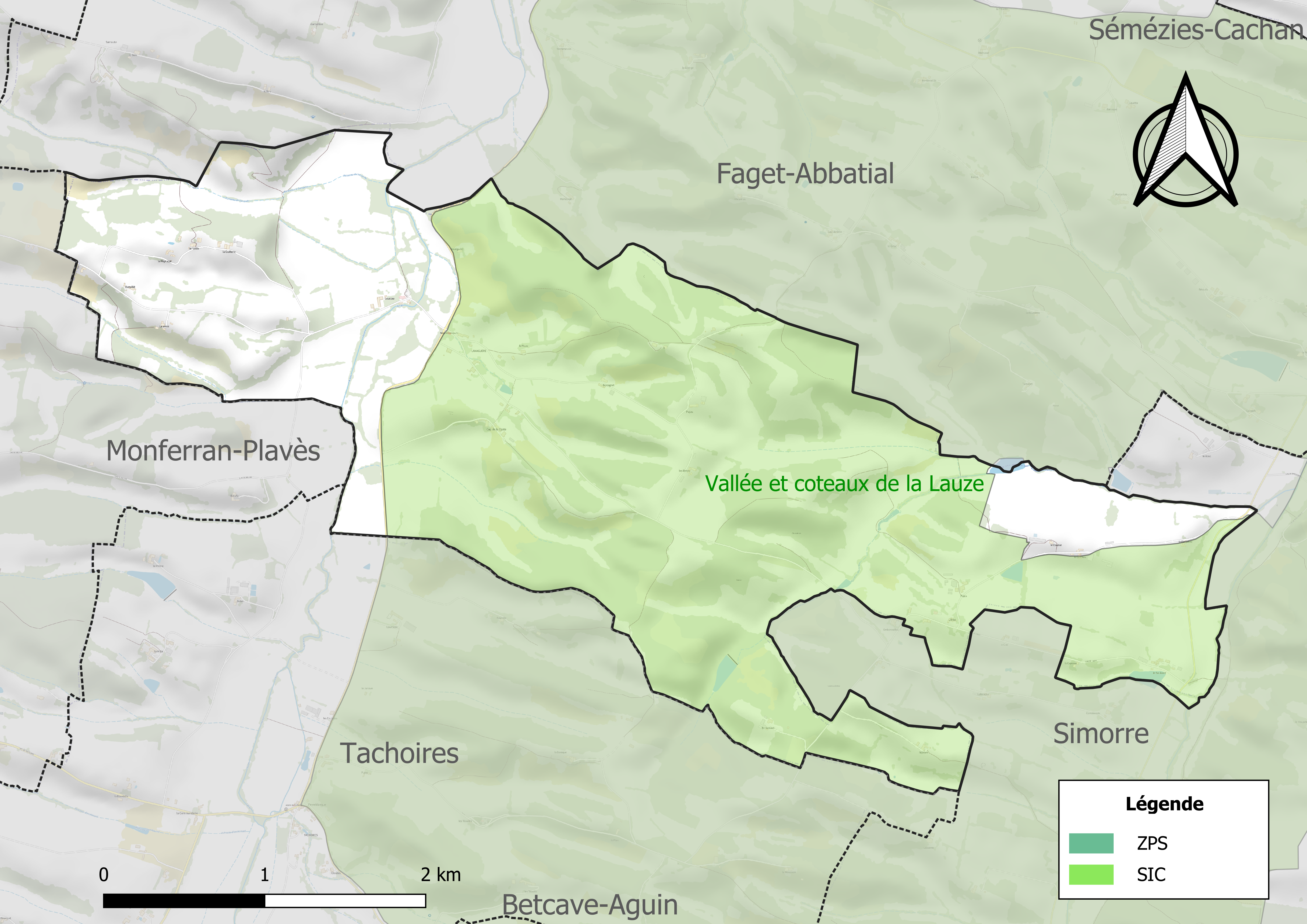
Site Natura 2000 sur le territoire communal.

Le réseau Natura 2000 est un réseau écologique européen de sites naturels d'intérêt écologique élaboré à partir des directives habitats et oiseaux, constitué de zones spéciales de conservation (ZSC) et de zones de protection spéciale (ZPS).
Un site Natura 2000 a été défini sur la commune au titre de la directive habitats : la « vallée et coteaux de la Lauze », d'une superficie de 5 399 ha, des coteaux occupés par un maillage bocager plus faiblement représenté dans le fond des vallées alluviales, avec des milieux à orchidées remarquables.

#### Zones naturelles d'intérêt écologique, faunistique et floristique
L’inventaire des zones naturelles d'intérêt écologique, faunistique et floristique (ZNIEFF) a pour objectif de réaliser une couverture des zones les plus intéressantes sur le plan écologique, essentiellement dans la perspective d’améliorer la connaissance du patrimoine naturel national et de fournir aux différents décideurs un outil d’aide à la prise en compte de l’environnement dans l’aménagement du territoire.
Trois ZNIEFF de type 1 sont recensées sur la commune :
- les « coteaux de la Lauze » (588 ha), couvrant 5 communes du département[19] ;
- les « coteaux de l'Arrats » (1 054 ha), couvrant 5 communes du département[20] ;
- l'« unité bocagère entre la Lauze et l'Arrats » (803 ha), couvrant 5 communes du département[21] ;

et une ZNIEFF de type 2, : 
les « coteaux de la Lauze et de l'Arrats » (5 264 ha), couvrant 18 communes du département.

Carte des ZNIEFF de type 1 et 2 à Lamaguère.
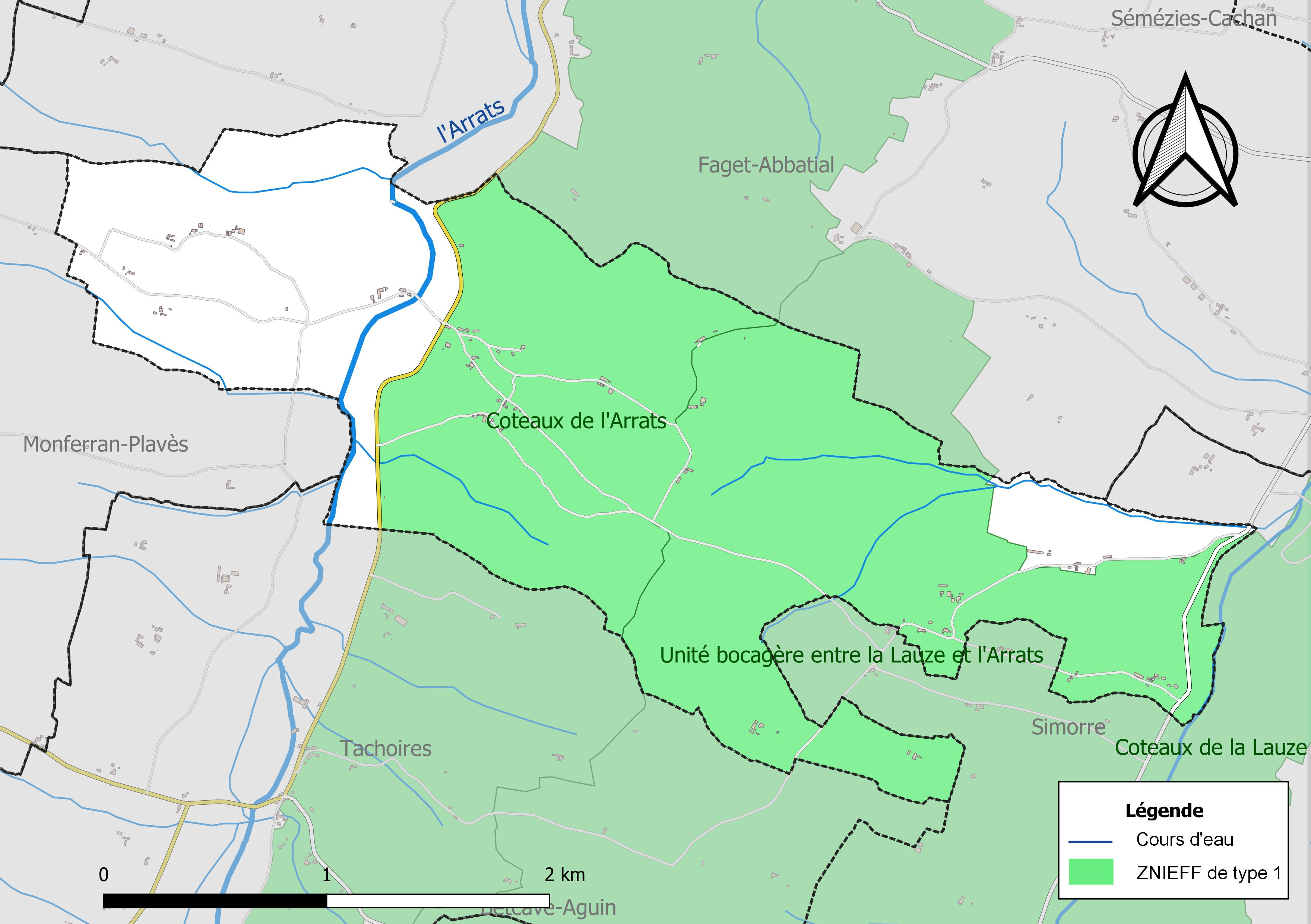
Carte des ZNIEFF de type 1 sur la commune.
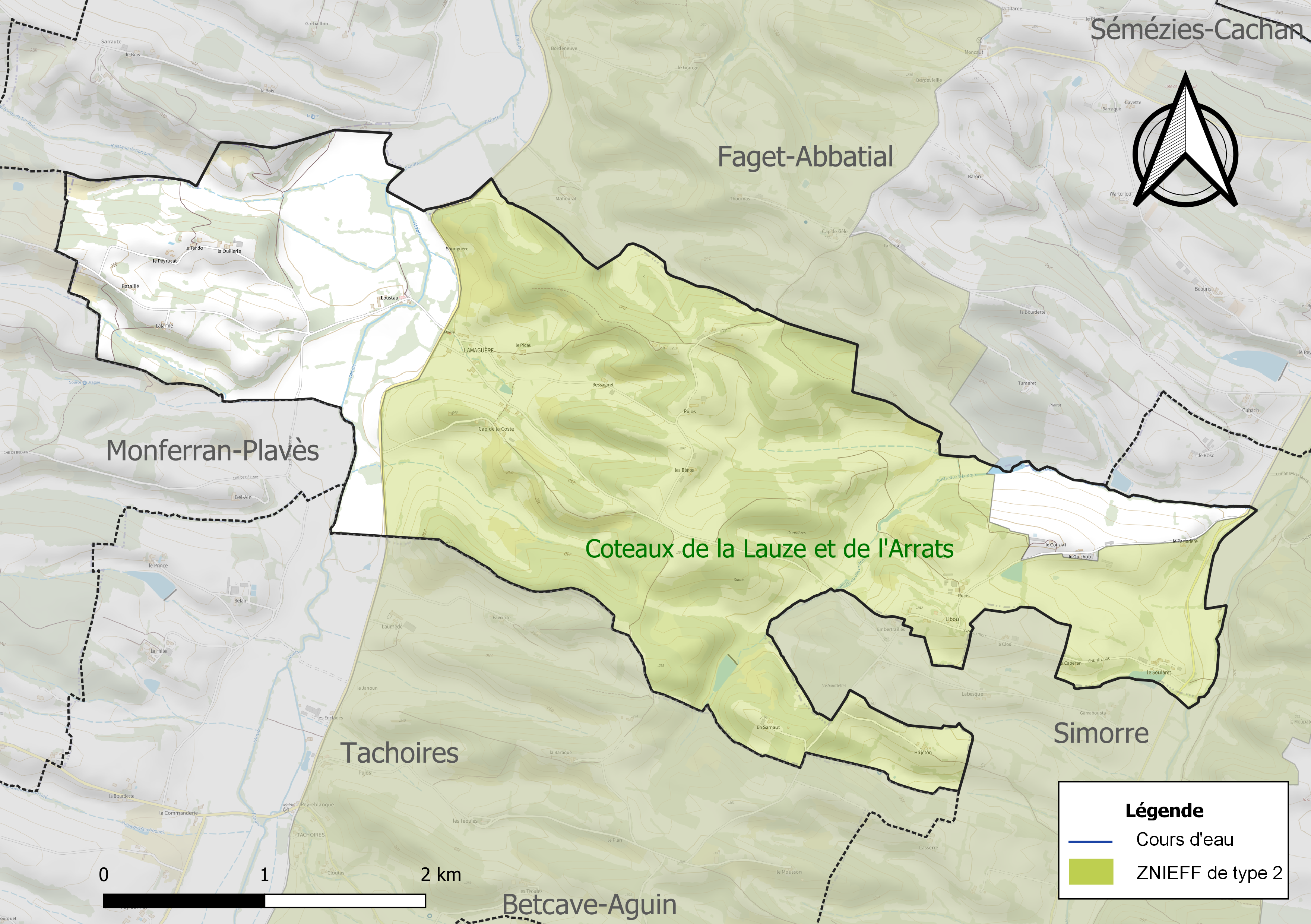
Carte de la ZNIEFF de type 2 sur la commune.

## Urbanisme

### Typologie
Au 1er janvier 2024, Lamaguère est catégorisée commune rurale à habitat très dispersé, selon la nouvelle grille communale de densité à sept niveaux définie par l'Insee en 2022.
Elle est située hors unité urbaine et hors attraction des villes,.

### Occupation des sols
L'occupation des sols de la commune, telle qu'elle ressort de la base de données européenne d’occupation biophysique des sols Corine Land Cover (CLC), est marquée par l'importance des territoires agricoles (68,7 % en 2018), une proportion identique à celle de 1990 (68,7 %). La répartition détaillée en 2018 est la suivante : 
zones agricoles hétérogènes (35,8 %), milieux à végétation arbustive et/ou herbacée (17,3 %), prairies (17 %), terres arables (16 %), forêts (13,9 %). L'évolution de l’occupation des sols de la commune et de ses infrastructures peut être observée sur les différentes représentations cartographiques du territoire : la carte de Cassini (XVIIIe siècle), la carte d'état-major (1820-1866) et les cartes ou photos aériennes de l'IGN pour la période actuelle (1950 à aujourd'hui).

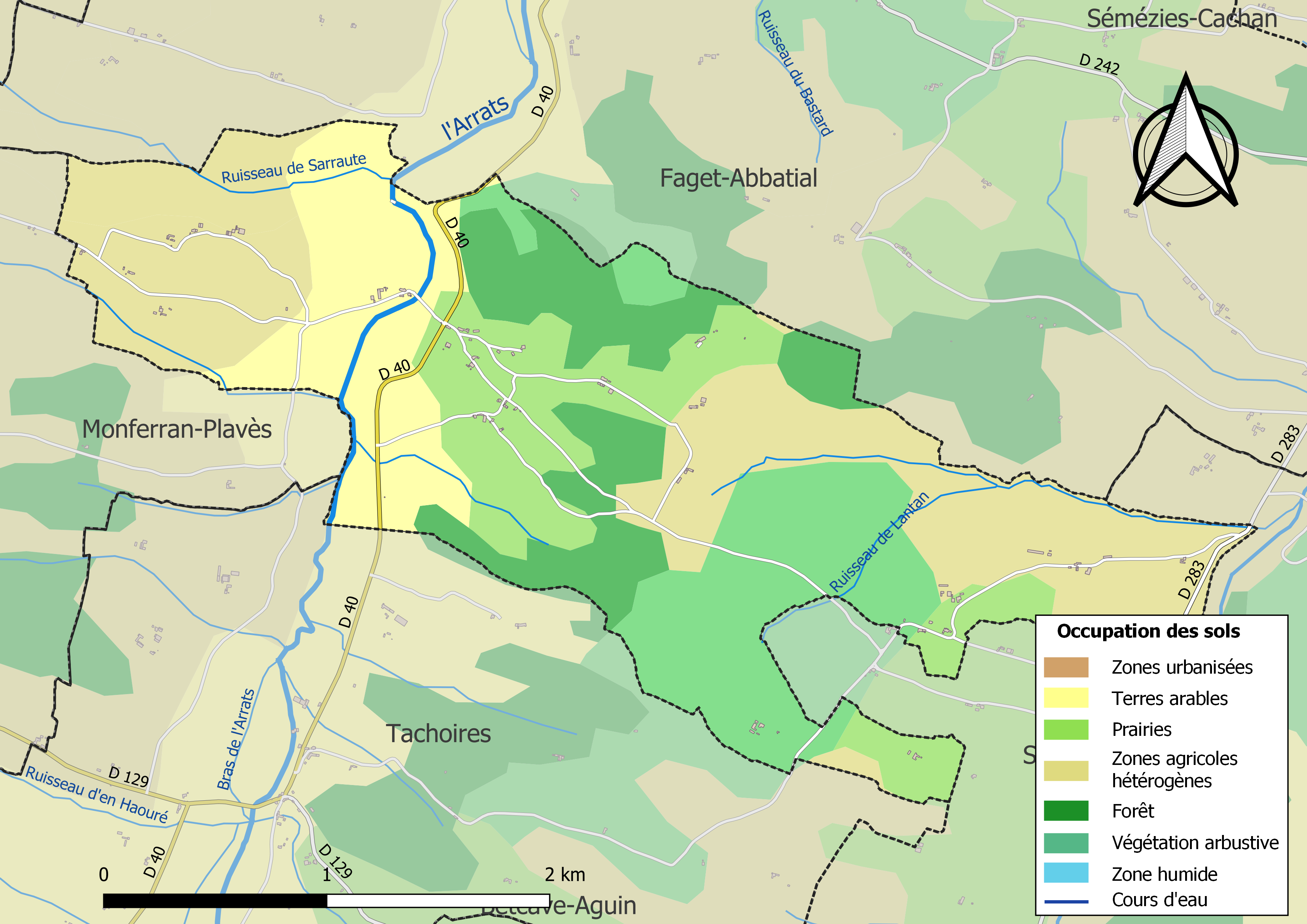
Carte des infrastructures et de l'occupation des sols de la commune en 2018 (CLC).

### Voies de communication et transports
Lamaguère est traversée par la route départementale D 40, en provenance au sud de Tachoires et en direction au nord d'Héréchou, hameau de Faget-Abbatial.

### Risques majeurs
Le territoire de la commune de Lamaguère est vulnérable à différents aléas naturels : météorologiques (tempête, orage, neige, grand froid, canicule ou sécheresse) et séisme (sismicité faible). Un site publié par le BRGM permet d'évaluer simplement et rapidement les risques d'un bien localisé soit par son adresse soit par le numéro de sa parcelle.

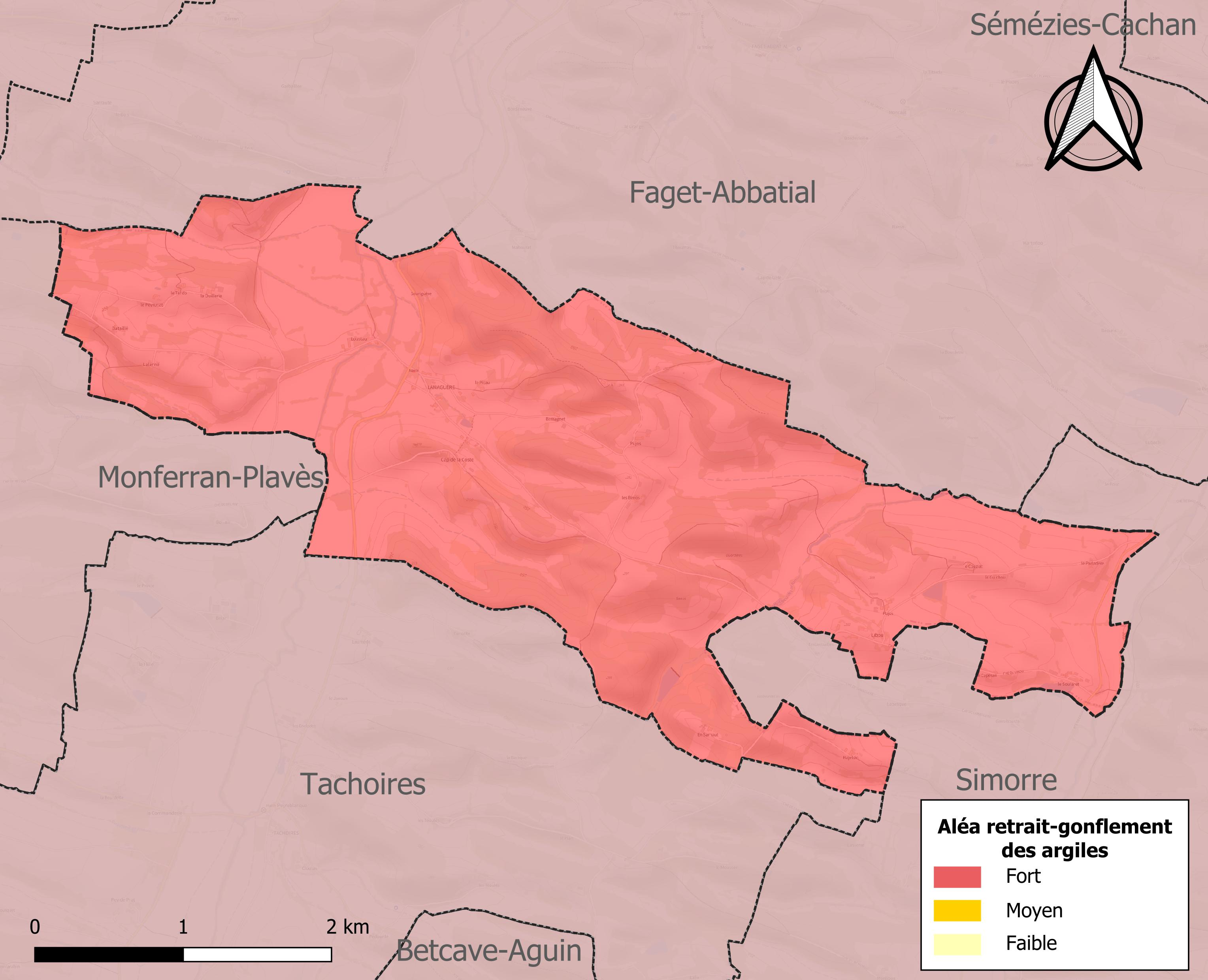
Carte des zones d'aléa retrait-gonflement des sols argileux de Lamaguère.

Le retrait-gonflement des sols argileux est susceptible d'engendrer des dommages importants aux bâtiments en cas d’alternance de périodes de sécheresse et de pluie. La totalité de la commune est en aléa moyen ou fort (94,5 % au niveau départemental et 48,5 % au niveau national). Sur les 43 bâtiments dénombrés sur la commune en 2019, 43 sont en aléa moyen ou fort, soit 100 %, à comparer aux 93 % au niveau départemental et 54 % au niveau national. Une cartographie de l'exposition du territoire national au retrait gonflement des sols argileux est disponible sur le site du BRGM,.
Par ailleurs, afin de mieux appréhender le risque d’affaissement de terrain, l'inventaire national des cavités souterraines permet de localiser celles situées sur la commune.
La commune a été reconnue en état de catastrophe naturelle au titre des dommages causés par les inondations et coulées de boue survenues en 1999 et 2009. Concernant les mouvements de terrains, la commune a été reconnue en état de catastrophe naturelle au titre des dommages causés par la sécheresse en 1989 et par des mouvements de terrain en 1999.

## Toponymie
Le nom de la commune en gascon est La Maguèra.
On trouve en 1801 le nom de la commune sous le nom de La Maguère.

## Histoire
Les archevêques d'Auch étaient propriétaires, au Moyen Âge, du château féodal de Lamaguère.
En 1822, Lamaguère annexe la commune de Libou.

### Enseignement

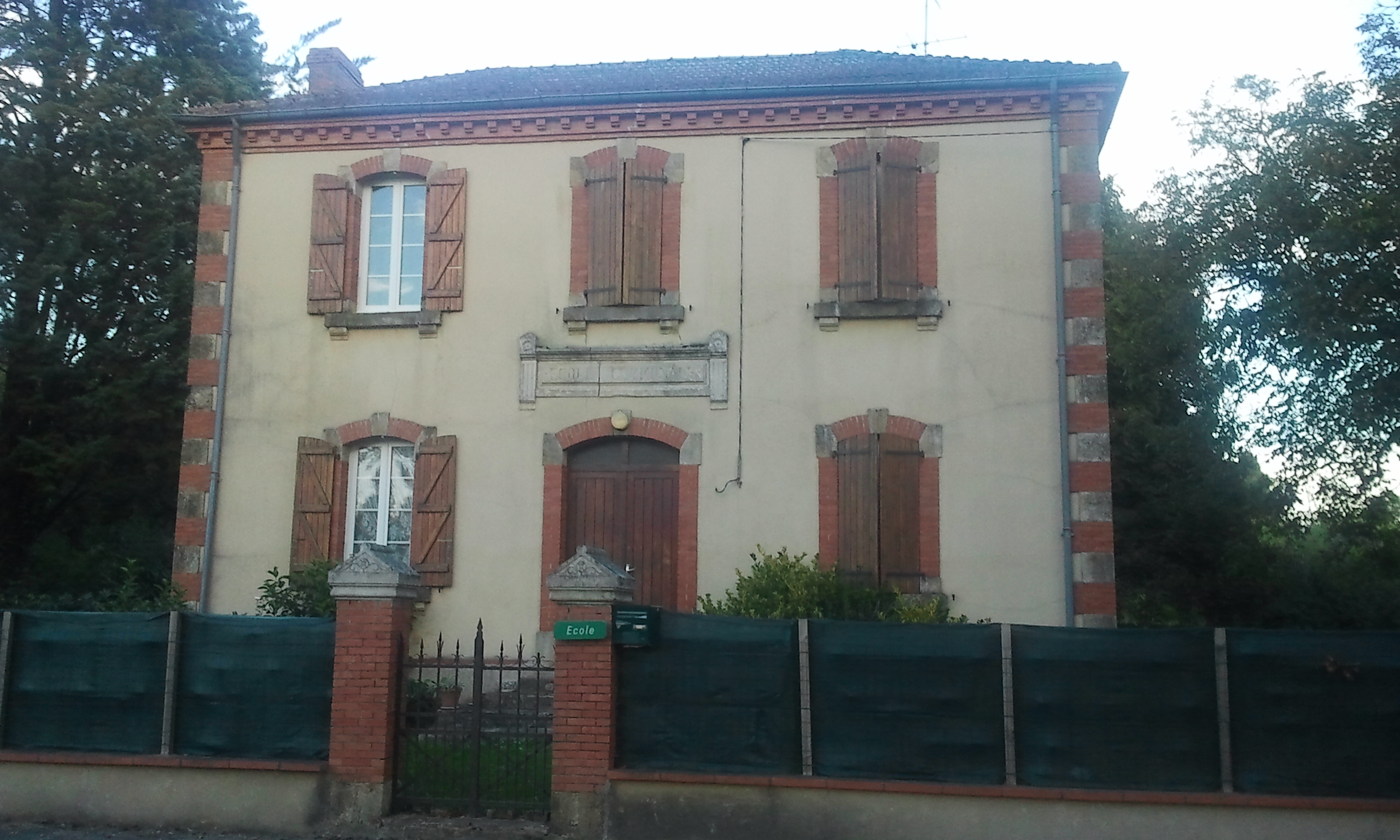
L'école.

## Politique et administration

### Liste des maires

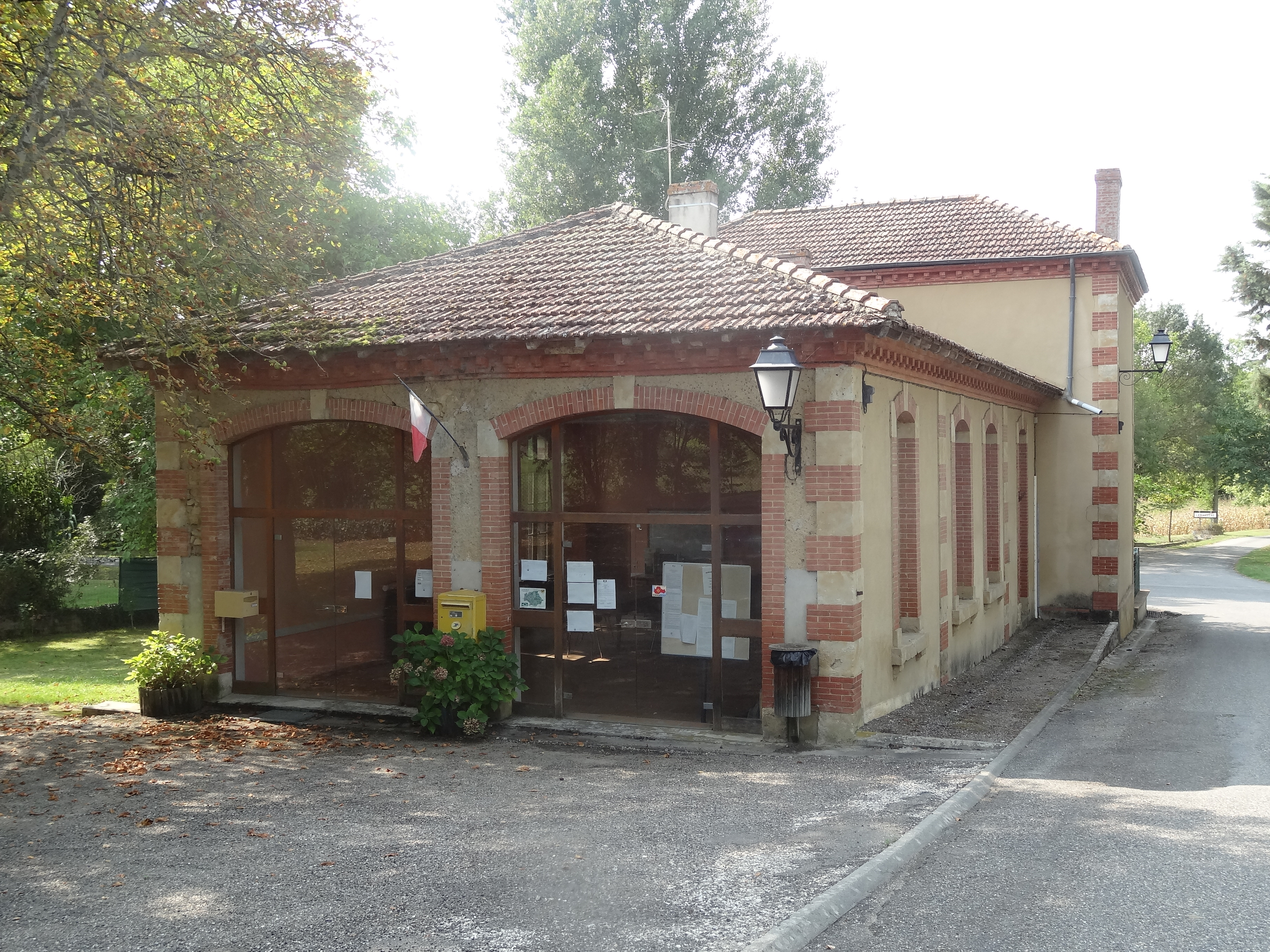
La mairie

| Période                                  | Période  | Identité        | Étiquette | Qualité     |
| ---------------------------------------- | -------- | --------------- | --------- | ----------- |
| avant 1995                               | En cours | Jean-Marc Roger | PS        | Agriculteur |
| Les données manquantes sont à compléter. |          |                 |           |             |

## Population et société

### Démographie
| 1793 | 1800 | 1806 | 1821 | 1831 | 1841 | 1846 | 1851 | 1856 |
| ---- | ---- | ---- | ---- | ---- | ---- | ---- | ---- | ---- |
| 160  | 142  | 153  | 138  | 266  | 290  | 281  | 265  | 274  |

| 1861 | 1866 | 1872 | 1876 | 1881 | 1886 | 1891 | 1896 | 1901 |
| ---- | ---- | ---- | ---- | ---- | ---- | ---- | ---- | ---- |
| 254  | 229  | 199  | 193  | 170  | 165  | 139  | 144  | 157  |

| 1906 | 1911 | 1921 | 1926 | 1931 | 1936 | 1946 | 1954 | 1962 |
| ---- | ---- | ---- | ---- | ---- | ---- | ---- | ---- | ---- |
| 152  | 143  | 129  | 123  | 121  | 117  | 116  | 108  | 100  |

| 1968 | 1975 | 1982 | 1990 | 1999 | 2006 | 2008 | 2013 | 2018 |
| ---- | ---- | ---- | ---- | ---- | ---- | ---- | ---- | ---- |
| 96   | 82   | 92   | 79   | 66   | 64   | 63   | 75   | 81   |

| 2022 | - | - | - | - | - | - | - | - |
| ---- | - | - | - | - | - | - | - | - |
| 80   | - | - | - | - | - | - | - | - |

## Économie

### Emploi
|                | 2008  | 2013   | 2018  |
| -------------- | ----- | ------ | ----- |
| Commune        | 4,2 % | 12,5 % | 4,3 % |
| Département    | 6,1 % | 7,5 %  | 8,2 % |
| France entière | 8,3 % | 10 %   | 10 %  |

En 2018, la population âgée de 15 à 64 ans s'élève à 47 personnes, parmi lesquelles on compte 76,6 % d'actifs (72,3 % ayant un emploi et 4,3 % de chômeurs) et 23,4 % d'inactifs,. Depuis 2008, le taux de chômage communal (au sens du recensement) des 15-64 ans est inférieur à celui de la France et du département.
La commune est hors attraction des villes,. Elle compte 14 emplois en 2018, contre 17 en 2013 et 16 en 2008. Le nombre d'actifs ayant un emploi résidant dans la commune est de 36, soit un indicateur de concentration d'emploi de 38,9 % et un taux d'activité parmi les 15 ans ou plus de 57,6 %.
Sur ces 36 actifs de 15 ans ou plus ayant un emploi, 14 travaillent dans la commune, soit 39 % des habitants. Pour se rendre au travail, 80,6 % des habitants utilisent un véhicule personnel ou de fonction à quatre roues, 2,8 % les transports en commun, 5,6 % s'y rendent en deux-roues, à vélo ou à pied et 11,1 % n'ont pas besoin de transport (travail au domicile).

### Activités hors agriculture
5 établissements sont implantés  à Lamaguère au 31 décembre 2019.
Le secteur de l'administration publique, l'enseignement, la santé humaine et l'action sociale est prépondérant sur la commune puisqu'il représente 20 % du nombre total d'établissements de la commune (1 sur les 5 entreprises implantées  à Lamaguère), contre 12,3 % au niveau départemental.

### Agriculture
La commune est dans les « Coteaux du Gers », une petite région agricole occupant l'est du département du Gers. En 2020, l'orientation technico-économique de l'agriculture  sur la commune est la combinaisons de granivores (porcins, volailles).
|               | 1988 | 2000 | 2010 | 2020 |
| ------------- | ---- | ---- | ---- | ---- |
| Exploitations | 14   | 9    | 13   | 13   |
| SAU (ha)      | 396  | 412  | 494  | 522  |

Le nombre d'exploitations agricoles en activité et ayant leur siège dans la commune est passé de 14 lors du recensement agricole de 1988  à 9 en 2000 puis à 13 en 2010 et enfin à 13 en 2020, soit une baisse de 7 % en 32 ans. Le même mouvement est observé à l'échelle du département qui a perdu pendant cette période 51 % de ses exploitations,. La surface agricole utilisée sur la commune a quant à elle augmenté, passant de 396 ha en 1988 à 522 ha en 2020. Parallèlement la surface agricole utilisée moyenne par exploitation a augmenté, passant de 28 à 40 ha.

## Culture locale et patrimoine

### Lieux et monuments
- Église Saint-Michel de Lamaguère ( Inscrit MH (1974)) : église romane située à l'ouest du village.
- Chapelle et site castral de Libou.
- Ruines du château de Lamaguère, érigé au sommet du coteau qui domine la vallée de l'Arrats. Acheté en 1174 par l'archevêque d'Auch, Géraud de Labarthe, aux frères Arnaud et Guilhem de Lamaguère (cartulaire noir d'Auch, acte n° 118)[36], le château conserve aujourd'hui « d'immenses pans de vieilles murailles. Quelque méconnaissables qu'ils soient, ces débris n'en offrent pas moins un aspect imposant. Ils forment […] les ruines les plus pittoresques de l’ancien comté d’Astarac. »[37]
- Site castral de Loustau, à l'ouest de l'église Saint-Michel. L’enclos fossoyé a constitué le centre seigneurial de Lamaguère à partir de la fin du XVIIe siècle, remplaçant le château localisé sur les hauteurs[38].

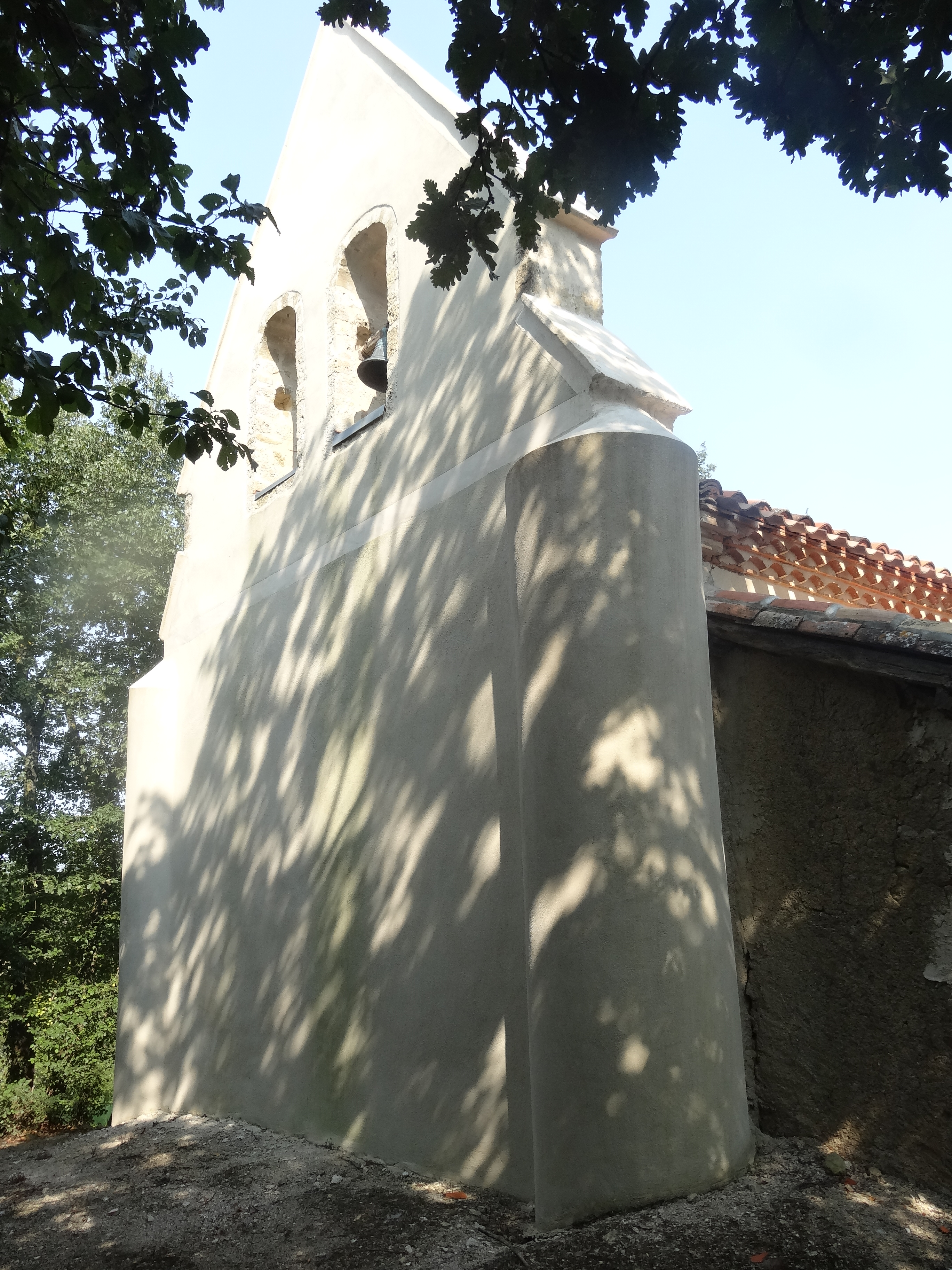
Chapelle de Libou avec un clocher-mur
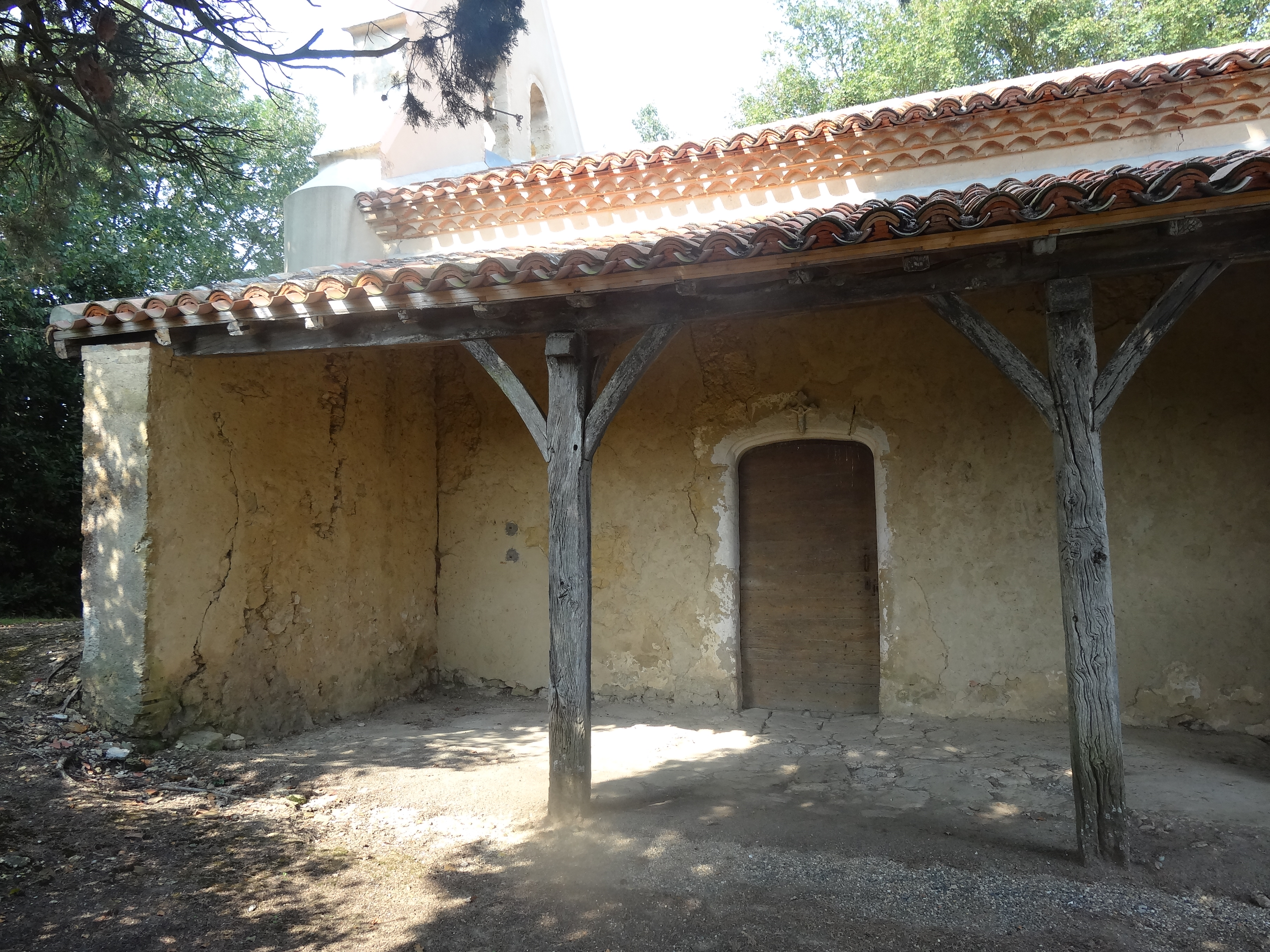
Chapelle de Libou. Le porche
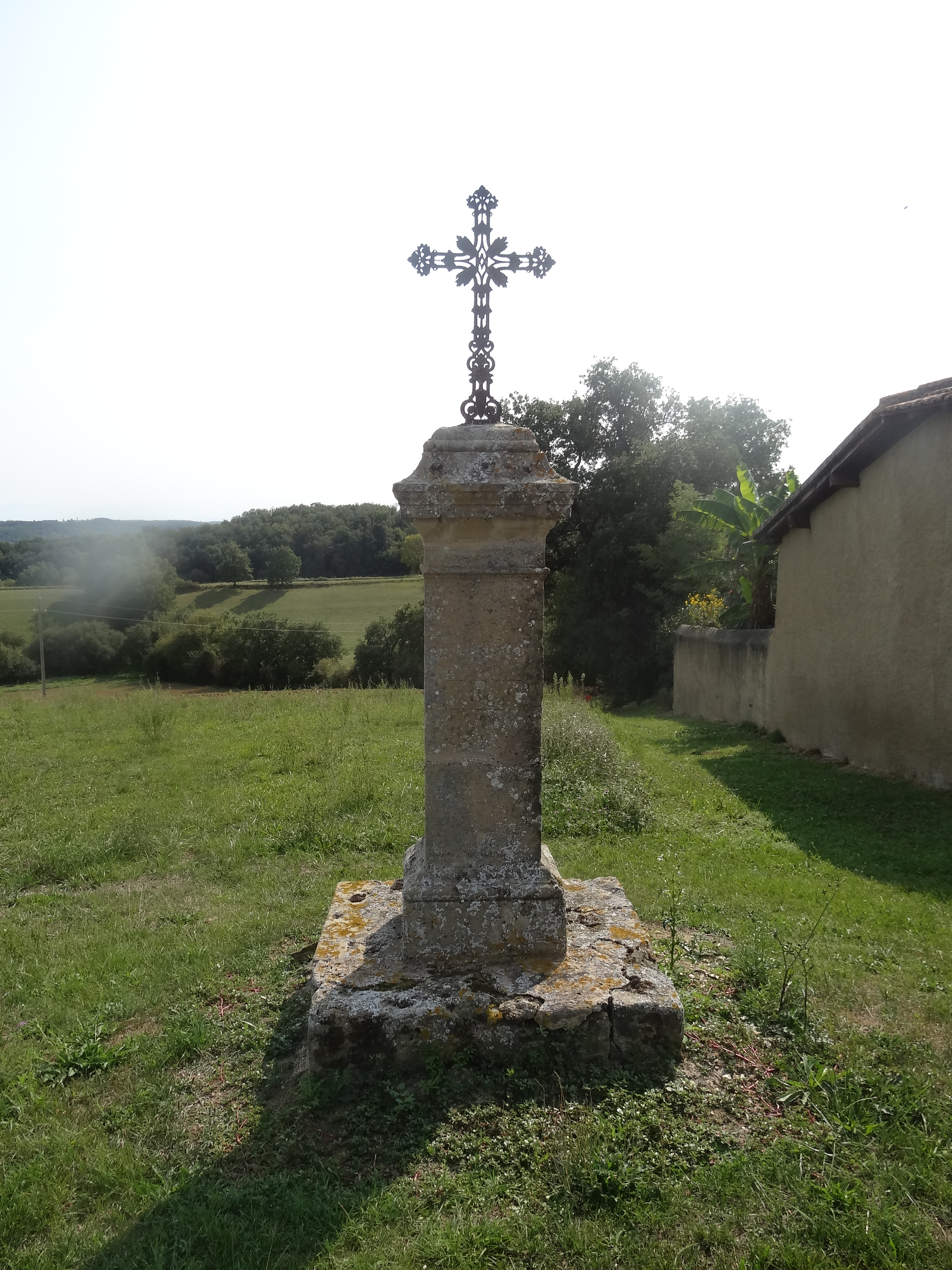
Chapelle de Libou. Monument avec une croix en fer forgé
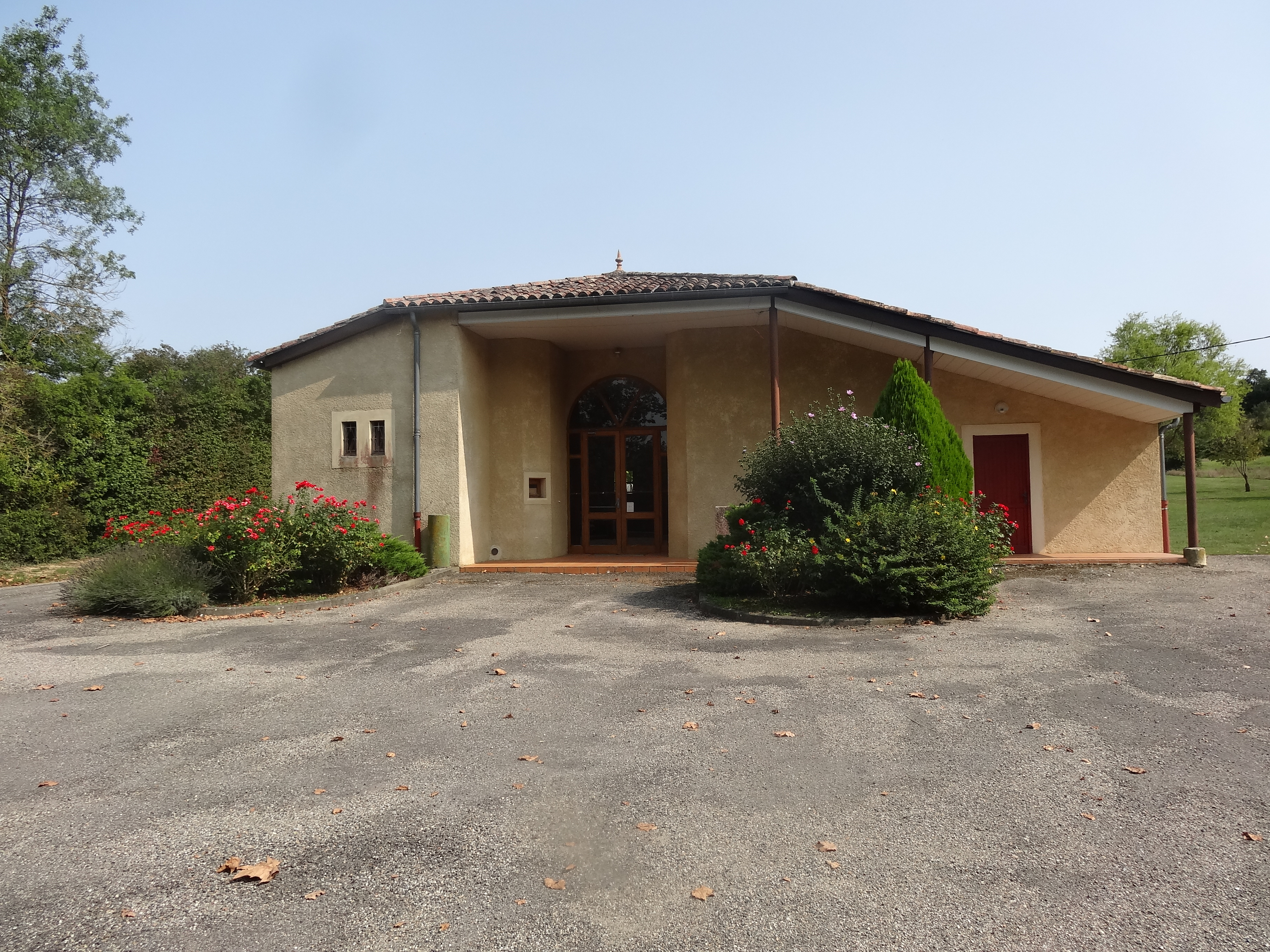
Salle des fêtes
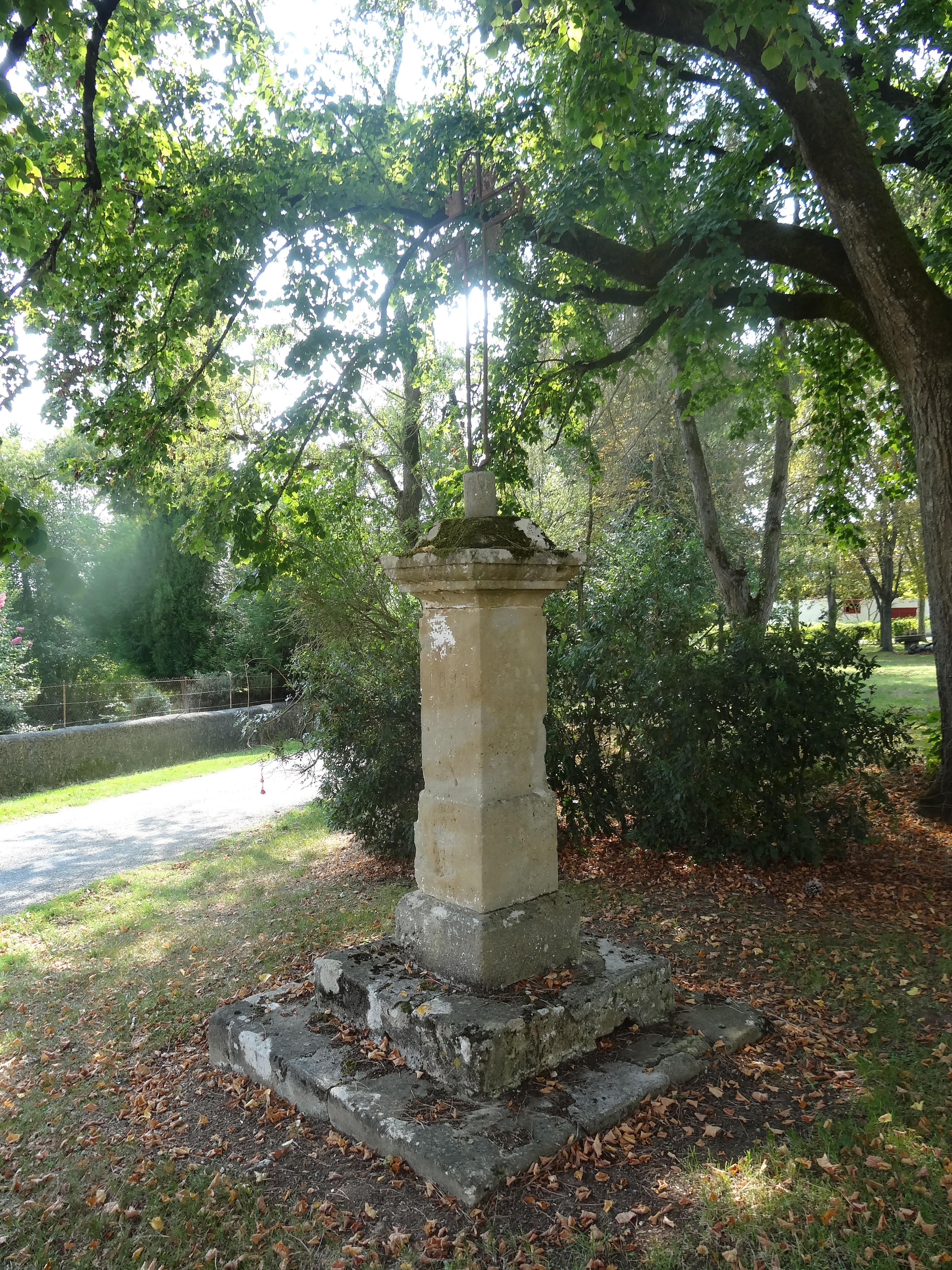
Monument avec une croix en fer forgé
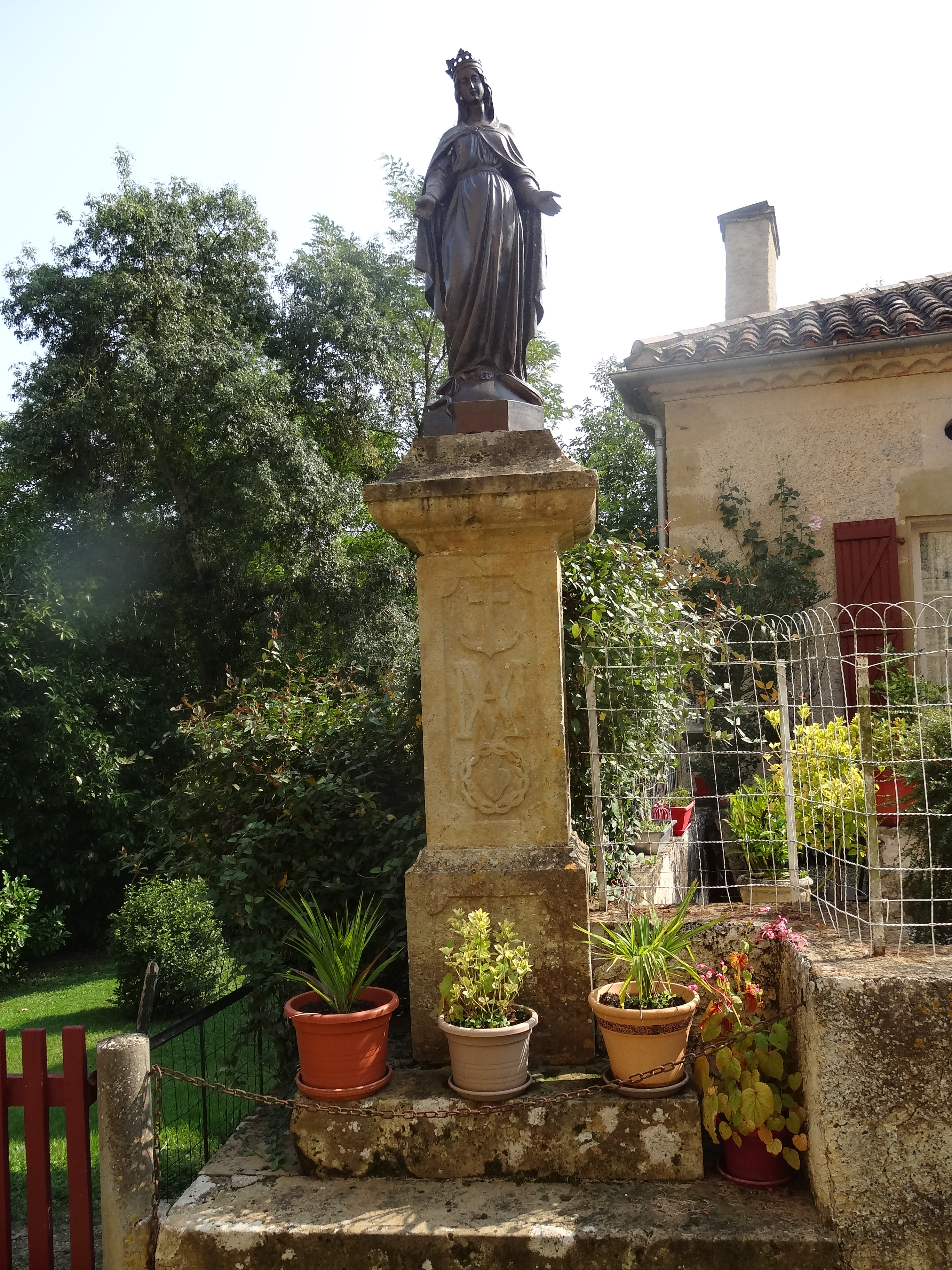
Statue de l'Immaculée Conception. Sur le socle sont représentés : une ancre (symbole de l’espérance, l'une des trois vertus théologales), le monogramme marial composé des lettres A et M entrelacées, initiales de l’Ave Maria, et le Cœur Immaculé de Marie
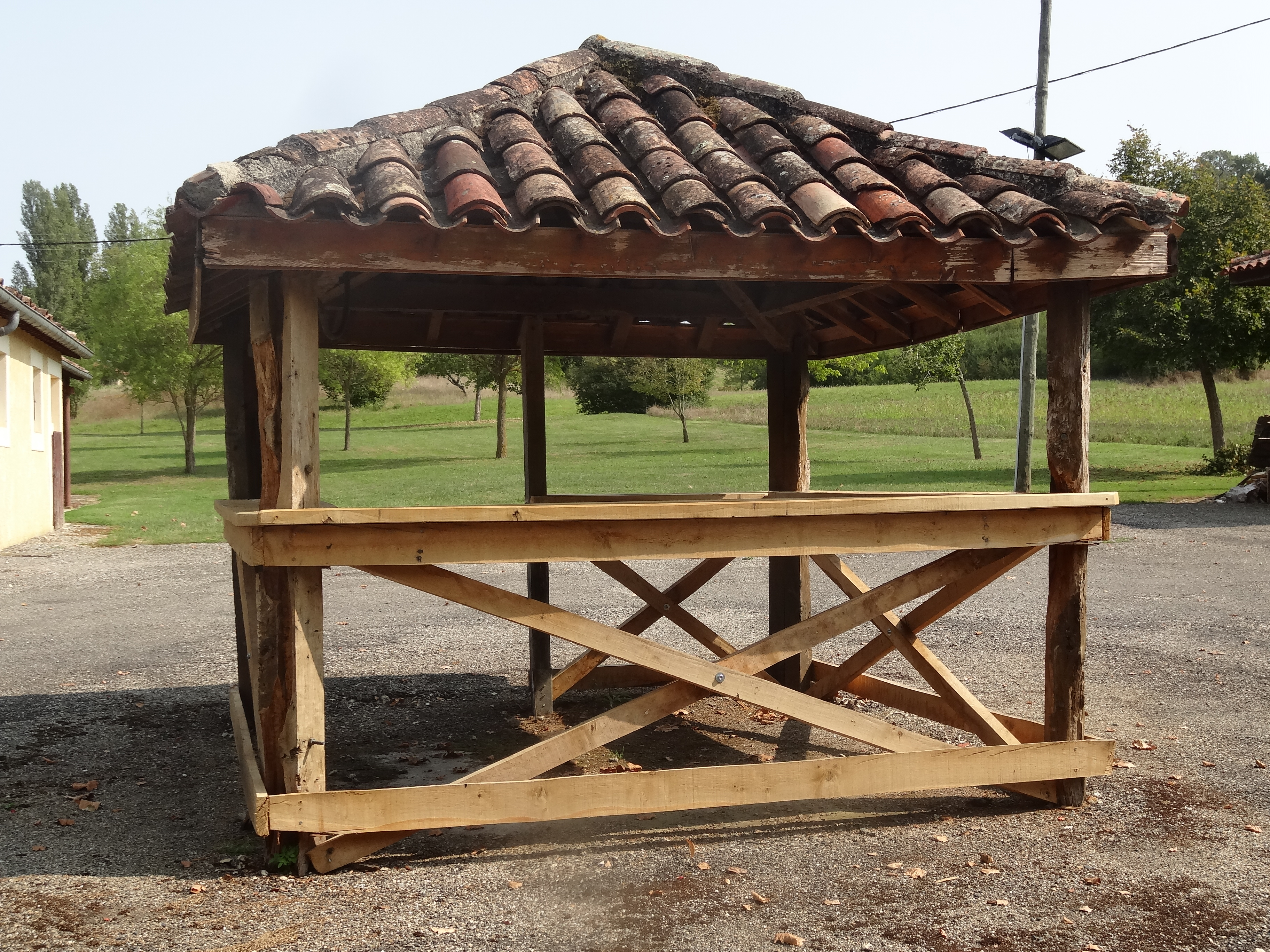
Bar extérieur

### Culture populaire
Littérature
L'écrivain Jean d'Aillon y situe le fief de son héros Guilhem d'Ussel.